# 이메가사키촌
이메가사키촌(伊米ヶ崎村)은 니가타현 미나미우오누마군에 존재했던 촌이다. 

## 역사
- 1889년 4월 1일 - 정촌제 시행에 수반해 미나미우오누마군 이메가사키촌이 성립하였다.
- 1954년 5월 1일 - 고이데정에 편입되어 소멸하였다.

## 참고문헌
- 『市町村名変遷辞典』東京堂出版、1990年。